# Hypnotize (chanson)
Pour les articles homonymes, voir Hypnotize.

Hypnotize est une chanson et un single du groupe de metal alternatif américain System of a Down, tiré de l'album homonyme Hypnotize sorti le 22 novembre 2005. C'est la piste 4 de l'album.
Le clip, réalisé par Shavo Odadjian, le bassiste, montre le groupe jouant en concert dans une salle gigantesque.

## Signification des paroles
La chanson parle des événements de la place Tian'anmen à Pékin, lors desquels le gouvernement chinois a envoyé des militaires tuer des étudiants qui manifestaient.
Plus généralement, elle critique également  les manipulations du gouvernement sur les gens, le fait qu'il les hypnotise pour leur faire croire à ce qu'il dit. On le voit notamment dans les lignes chantées par Daron Malakian, "They disguise it, hypnotize it, Television made you buy it" ("ils les déguisent, les hypnotisent, la television vous en a convaincu") puis "Mezmerize the simple minded, Propaganda leaves us blinded" ("Hypnotisant les simples d'esprits, la propagande nous laisse aveuglés") : ces lignes justifient ainsi le titre, et sont très explicites puisqu'elles parlent de propagande.